# Tour de l'horloge de Koritza
Pour les articles homonymes, voir Tour de l'Horloge.
La tour de l'horloge de Koritza (en albanais : Kulla e sahatit e Korçës)  est une tour-horloge fidèlement reconstruite dans le style ottoman située dans la ville de Koritza dans le sud-est de l'Albanie sur la base d'une tour-horloge ottomane historique (Sahat Kula).

## Histoire
La tour précédente a été construite en 1784 à la suite d'un accord entre les homologues musulmans de la région de Dibra et les résidents orthodoxes de Voskopoja (Voskopoja était un bastion des Aroumains en Albanie). Il faisait partie du complexe de la mosquée Mirahor, construit en 1490, une structure construite par Iliaz Mirahor Beu, vétéran de la conquête de Constantinople par Fatih Sultan Mehmet en 1453. Les cloches de la tour pouvaient être entendues jusqu'au vieux bazar voisin.
L'ancienne tour de l'horloge a été détruite lors d'un tremblement de terre en mai 1960.

## Reconstruction
Le bâtiment de style typiquement ottoman-turc était en pierre. La reconstruction de 2015 a été réalisée avec des matériaux modernes. La tour a été achevée en 2016 et mesure 17 mètres de haut.

## Liens web
- Dritan Çoku: Kulla e sahatit në Korçë, jeta e një monumenti arkitekturor. In: Shqiptarja.com. Shqiptarja, abgerufen am 11. Mai 2016 (albanisch).